# Intel Polaris
Polaris, auch Teraflops Research Chip, ist ein Mikroprozessor für Computer von Intel. Er wurde 2007 vorgestellt und wird in einem 65 nm CMOS-Prozess gefertigt, ist 12,64 mm mal 21,72 mm (274,5 mm²) groß und beinhaltet in 80 Kernen rund 100 Millionen Transistoren. Das Chipgehäuse in der Bauform LGA besitzt 1248 Pins, wovon 343 Signalpins sind.
Die Taktfrequenz beträgt 3,16 GHz und der Prozessor erreicht damit 1,01 TFLOPS bei einer elektrischen Leistungsaufnahme von 62 W. Bei einer Taktfrequenz von 5,7 GHz steigt die Leistungsaufnahme auf 265 W bei 1,81 TFLOPS.